# Лейли и Меджнун (симфоническая поэма)
«Лейли и Меджнун» — симфоническая поэма азербайджанского композитора Кара Караева, созданная в 1947 году.

## История создания и значение в истории музыки
Произведение относится ко зрелому периоду творчества Караева и является одним из первых образцов лирико-драматического симфонизма в музыке Азербайджана. Премьера симфонической поэмы состоялась в Баку 29 сентября 1947 года на торжественном вечере в честь 800-летия Низами Гянджеви (образы чьего произведения и воплощает музыка Караева), где её исполнил симфонический оркестр Азербайджанской государственной филармонии им. М. Магомаева под управлением Ниязи.
Впоследствии симфоническая поэма стала основой одноименного балета Караева.